# Dead Pop Club
Dead Pop Club est un groupe de power pop et punk rock français, originaire de Charenton-le-Pont, dans le Val-de-Marne. Le groupe compte à son actif trois albums sur Crash Disques et un quatrième sorti fin 2009.

## Biographie
Le groupe est formé en 1997 à Charenton-le-Pont, dans le Val-de-Marne, à l'origine sous le nom de Kathleen Against the Sex Biscuits. Le groupe se rebaptise Dead Pop Club en 1998, se composant de membres de Kathleen Against the Sex Biscuits, Ca! et Sommerset. Une première démo est enregistrée puis transformée en 2000, en un premier album, Superpower, plus tard réédité en 2004 chez Crash Disques et accompagné de quelques bonus comme les titres du premier EP Almost 4. Pendant les premières années du groupe, Dead Pop Club partage la scène avec Second Rate, Bushmen et Homboys.
En 2005, Deap Pop Club sort l'album Trailer Park, un « album mature » pour l'Encyclopédie du Rock. « Trailer Park est toujours aussi jouissif et ne dévoile aucun cheveux blancs. Il faut dire que Fred Norguet officie à nouveau et réussi une fois de plus à canaliser l’énergie du groupe. Seul changement notable, le lieu d’enregistrement : Dead Pop Club quitte Blois pour la campagne bordelaise. On est loin de la révolution ! », explique l'Encyclopédie. En 2007, Stéphane Saunier, ancien programmateur de Nulle part ailleurs déclare, alors qu'il est interrogé sur la nouvelle scène rock française : « Actuellement c'est Dead Pop Club qui mérite un éclairage et non pas ce nouveau mouvement orchestré par des gens qui sont là pour se faire du beurre ».
En 2010, le groupe refait parler de lui avec la sortie de l'album, Home Rage, qui marche sur les platebandes du garage.

## Discographie
- 2000 : Superpower (Wom)
- 2002 : Autopilot Off (Crash Disques)
- 2005 : Trailer Park (Crash disques)
- 2010 : Home Rage (Kicking Records)